# カール・ダールハウス
カール・ダールハウス（ドイツ語: Carl Dahlhaus、1928年6月10日 ハノーファー - 1989年5月13日 ベルリン）は、20世紀ドイツの音楽学者。学究肌の理論家として、冷戦時代の音楽学の発展を促した。

## 経歴
1928年、ハノーファーで生まれた。第二次世界大戦のため初等教育はしばしば中断したが、1947年から1952年までフライブルク大学とゲッティンゲン大学で音楽学を学んだ。1968年からベルリン工科大学で音楽史の教授を務めた。1989年、ベルリンで死去。

## 研究内容・業績
専門分野である音楽学の中で幅広い題材について数々の著作や論文を執筆したが、その多くはクラシック音楽の歴史、とりわけ19世紀のロマン派音楽に関するものである。「完全芸術」としてのワーグナーの作品や理念について、またいわゆる「モダニズム」の作曲家によって、社会や政治についての新しい音楽語法がどのように形成されるかについて関心を持ち、もはや芸術は「芸術至上主義」ではいられないとした。
その他に好んで執筆した内容には、音楽理論や音楽美学がある。

## 著作
邦訳された著書
- 『音楽史の基礎概念』角倉一朗訳、白水社 2004[1]
- 『ベートーヴェンとその時代』杉橋陽一訳、西村書店 1997[2]
- 『リヒャルト・ワーグナーの楽劇』好村冨士彦、小田智敏 共訳、音楽之友社 1995[3]